# Puquelete
Puquelete ist eine osttimoresische Aldeia im Suco Gugleur (Verwaltungsamt Maubara, Gemeinde Liquiçá). 2015 lebten in der Aldeia 276 Menschen.

## Geographie
Puquelete liegt im Norden des Sucos Gugleur. Südwestlich befindet sich die Aldeia Dair, südlich die Aldeia Cai-Cassa und südöstlich die Aldeia Raenaba. Im Osten grenzt Puquelete an den Suco Vaviquinia. Die Grenze zu Raenaba bildet der Tikidur, der im Norden in den Marae mündet, dem Grenzfluss zu Vaviquinia. Westlich des Marae liegt der Strand Tasi Tibalau, der ein bekannter Ausflugsziel ist.
Im Süden befindet sich der Hauptort Puquelete auf einem Höhenzug. Einige kleine Siedlungen liegen an der Küste.

## Politik
2023 wurde Cornelio do S. Barboza zum Chefe de Aldeia gewählt.